# Dead Infection
I Dead Infection sono un gruppo musicale polacco di genere grindcore, formatosi nel 1990.

## Storia
La band esordì nel 1993 con il primo album dal titolo Surgical Disembowelment, dai suoni death metal che rimandano ai Carcass di Symphonies of Sickness.

## Formazione

### Formazione attuale
- Pierscieñ - voce, chitarra
- Vertherry - basso
- Cyjan - batteria

### Ex componenti
- Jaro - voce
- Mały - chitarra
- Tocha - chitarra
- Kelner - voce, chitarra, basso
- Gołąb - voce, basso
- Domin - voce, chitarra
- Lis - basso
- Yaro Von Troba - basso
- Huzar - chitarra
- Adam
- Hal - voce, basso
- Camel - basso

## Discografia

### Album in studio
- 1993 - Surgical Disembowelment
- 1995 - A Chapter of Accidents
- 2004 - Brain Corrosion

### Raccolte
- 1997 - Human Slaughter.. till Remains
- 2001 - Dead Singles Collection
- 2003 - The Lethal Collection

### Demo
- 1992 - Start Human Slaughter
- 1993 - World Full of Remains
- 1995 - Live '95

### Split
- 1994 - Party's Over / Limited Edition
- 1994 - Promo Split' 94
- 1996 - Grind Over Europe '96
- 1998 - No Pate, No Mind / Rock Stars - Money Wars
- 1998 - Poppy-Seed Cake / Worst Comics
- 1998 - Dead Infection / Infected Pussy
- 2009 - Regurgitate / Dead Infection

### Video
- 1996 - Grind Over Europe

### EP
- 1998 - The Greatest Shits
- 2008 - Corpses of the Universe